# Notaden nichollsi
Notaden nichollsi és una espècie de granota que viu a Austràlia.